# 마쓰다이라 사다아키 (1847년)

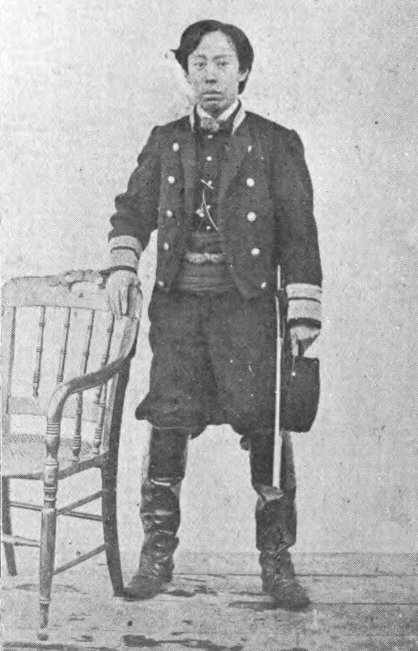
마쓰다이라 사다아키

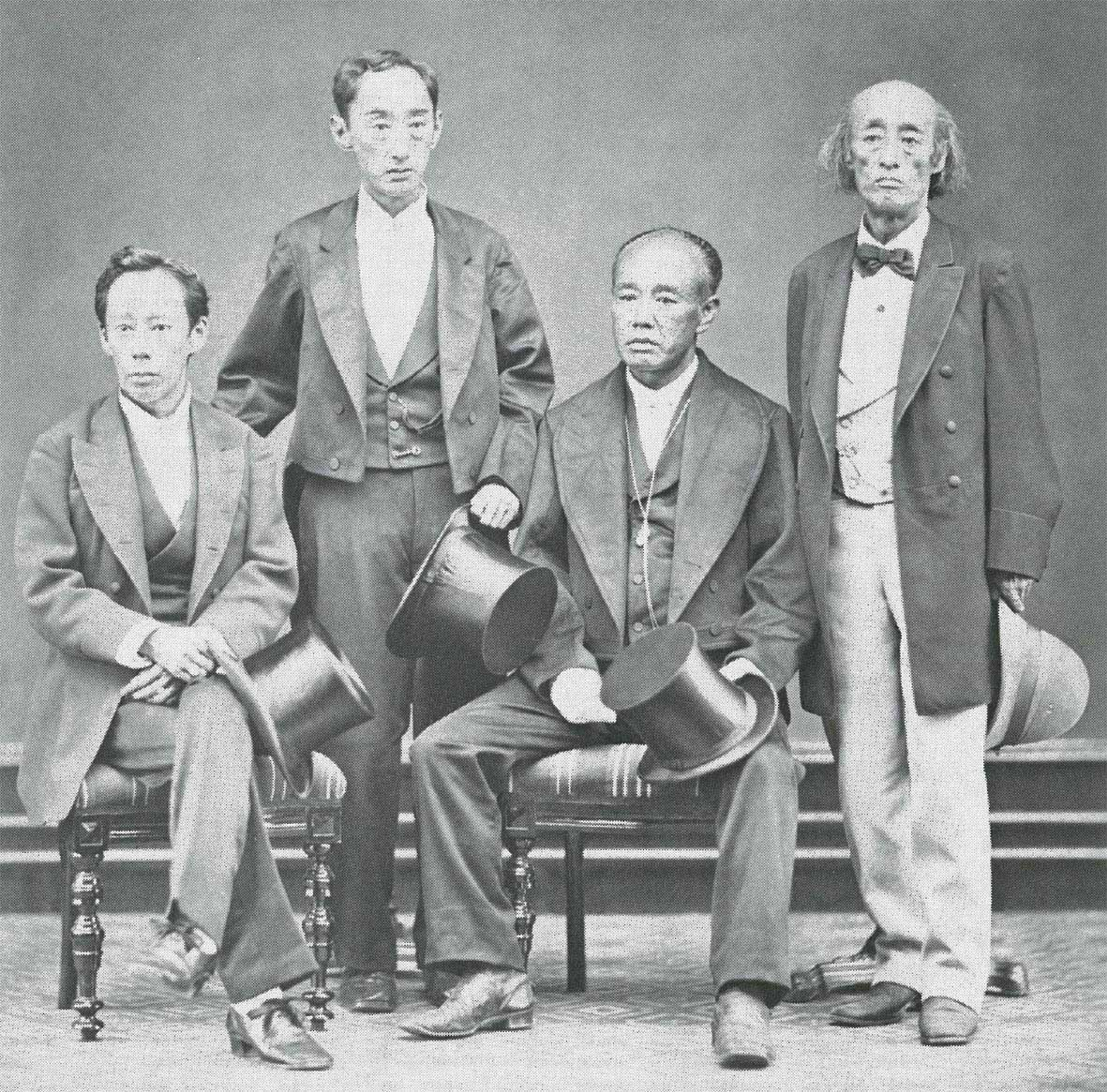
다카스 사형제(좌측부터 사다아키, 가타모리, 모치하루, 요시카쓰)

마쓰다이라 사다아키(松平定敬)는 막말의 신판 다이묘이다. 이세 구와나번 제4대 번주로서 교토 쇼시다이를 역임하였다. 사다쓰나계 히사마쓰 마쓰다이라가(定綱系久松松平家) 제13대 당주.
친부는 미노 다카스 번 제10대 번주 마쓰다이라 요시타쓰(松平義建)이며 친형인 마쓰다이라 요시쿠미(松平義恕), 마쓰다이라 다쓰시게(松平建重), 마쓰다이라 가타모리(松平容保) 등은 각각 오와리, 히토쓰바시, 아이즈 종가의 양자로 입적하였다. 이 사형제를 가리켜 다카스 4형제(高須四兄弟)라 칭한다.
양부는 구와나 번 선대 번주 마쓰다이라 사다미치(松平定猷)이며 사다미치는 장남 만노스케(万之助, 후의 사다노리定教)가 있었지만 그 나이가 어려(당시 2살) 다카스 번의 여덟째 아들 사다아키를 양자(데릴사위)로 들였다.
정실은 사다미치의 딸 하쓰코(初子)이다.
사다아키는 자식들이 있었으나 선대 번주의 장남 사다노리에게 가독을 물려준다. 하지만 사다노리에게는 후사가 딸 한명이어서 사다아키의 4남 사다하루를 데릴사위로 들여 후사를 잇게하였다.

## 관련 작품
- 야에의 벚꽃(2013년) - 배우: 나카무라 하야토

| 전임 마쓰다이라 사다미치 | 제4대 구와나번 번주 (히사마쓰 마쓰다이라가, 사다쓰나계) 1859년 ~ 1868년 | 후임 마쓰다이라 사다노리 |

| 전임 이나바 마사쿠니 | 제56대 교토 쇼시다이 1864년 ~ 1867년 | 후임 폐지 |